# Низівська ГЕС
Низівська ГЕС — гідроелектростанція розташована в північній частині України — на річці Псел у смт Низи, Садівської сільської громади, Сумської області. 

## Історія
ГЕС збудована у 1953 році.. Проєктна організація — інститут «Укрсільелектропроект», 1949 року Перебуває у власності АТ «Сумиобленерго». 31 липня 2018 року передана в оренду ТОВ «Єдиний енергостандарт». Розглядається як потенційний об’єкт для індустріального туризму. 

## Характеристика
По встановленій генераторній потужності Низівська ГЕС належить до класу малих гідроелектростанцій, а по напору води перед греблею — до низьконапірних. За схемою використання водних ресурсів Низівська ГЕС характеризується як руслова, виробництво електричної енергії на ній проводиться шляхом природного стікання води, регулювання стоку — добове, через невеликий об’єм водосховища, який дорівнює 2,56 млн м³. Бетонний водоспуск греблі Низівської ГЕС розташований на пропуск руслових витрат води, які дорівнюють 376 м³/сек. Трансформація повені через невеликий об'єм водосховища не забезпечується, тому повеневі води можуть виходити з берегів, оскільки максимальний розрахунковий повеневий водоспуск може досягати 1600 м³/сек. Довжина розповсюдження підпору води греблею ГЕС досягає 23 км.
Основне енергетичне обладнання Низівської ГЕС розміщене в будівлі ГЕС: в машинному залі — гідроагрегати та пристрої автоматики і контролю; в приміщенні закритого розподільчого пристрою – електроапаратура напругою 0,4 кВ та 10 кВ.

### Характеристика гідровузла
Гідровузол призначений для підтримки заданих рівнів води верхнього б'єфу і виробництва електричної енергії гідрогенераторами ГЕС.
- Тип гідроустановки — руслова-пригреблева.
- Водозбірна площа водотоку — 8630 км².
- Середньобагаторічний витік — 915 млн м³.
- Середньобагаторічні витрати води — 29,0 м³/сек.

## Галерея

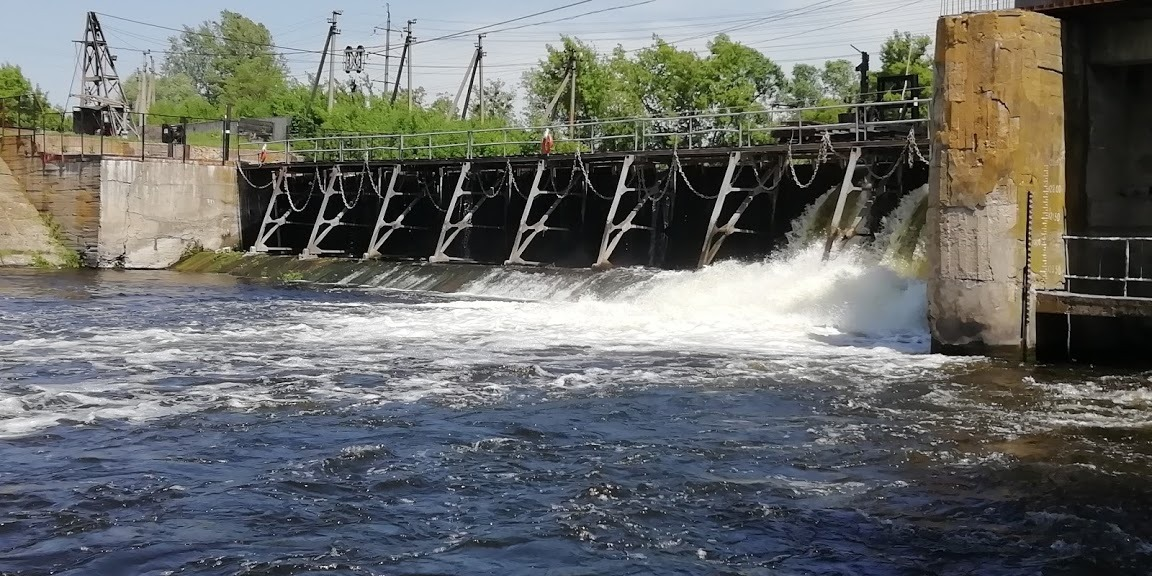
Гребля Низівської ГЕС 11-06-2020.jpg
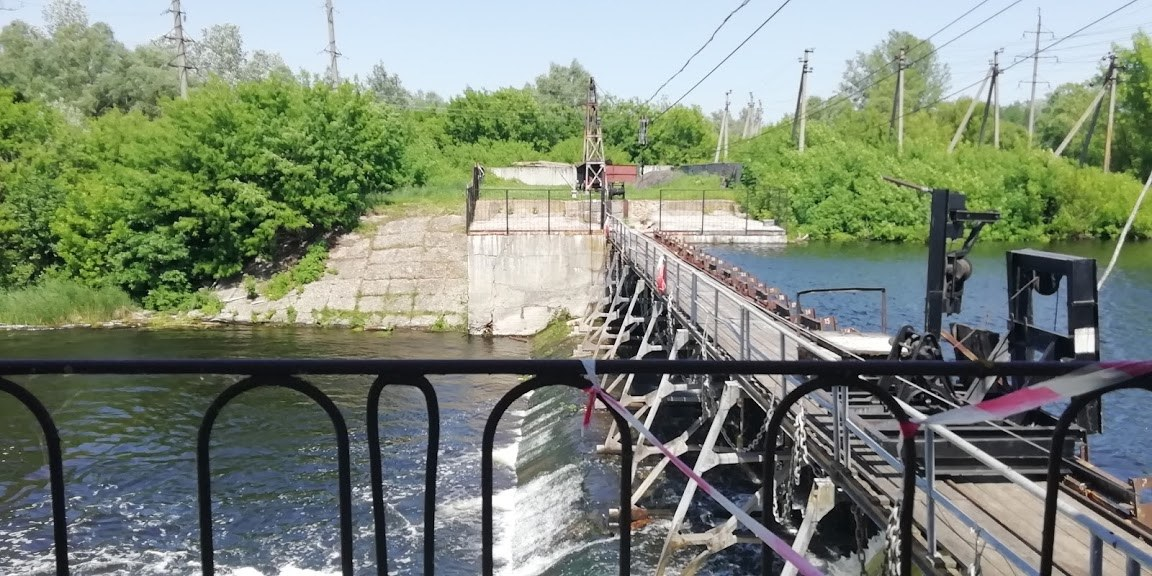
Гребля Низівської ГЕС 11-06-2020.jpg
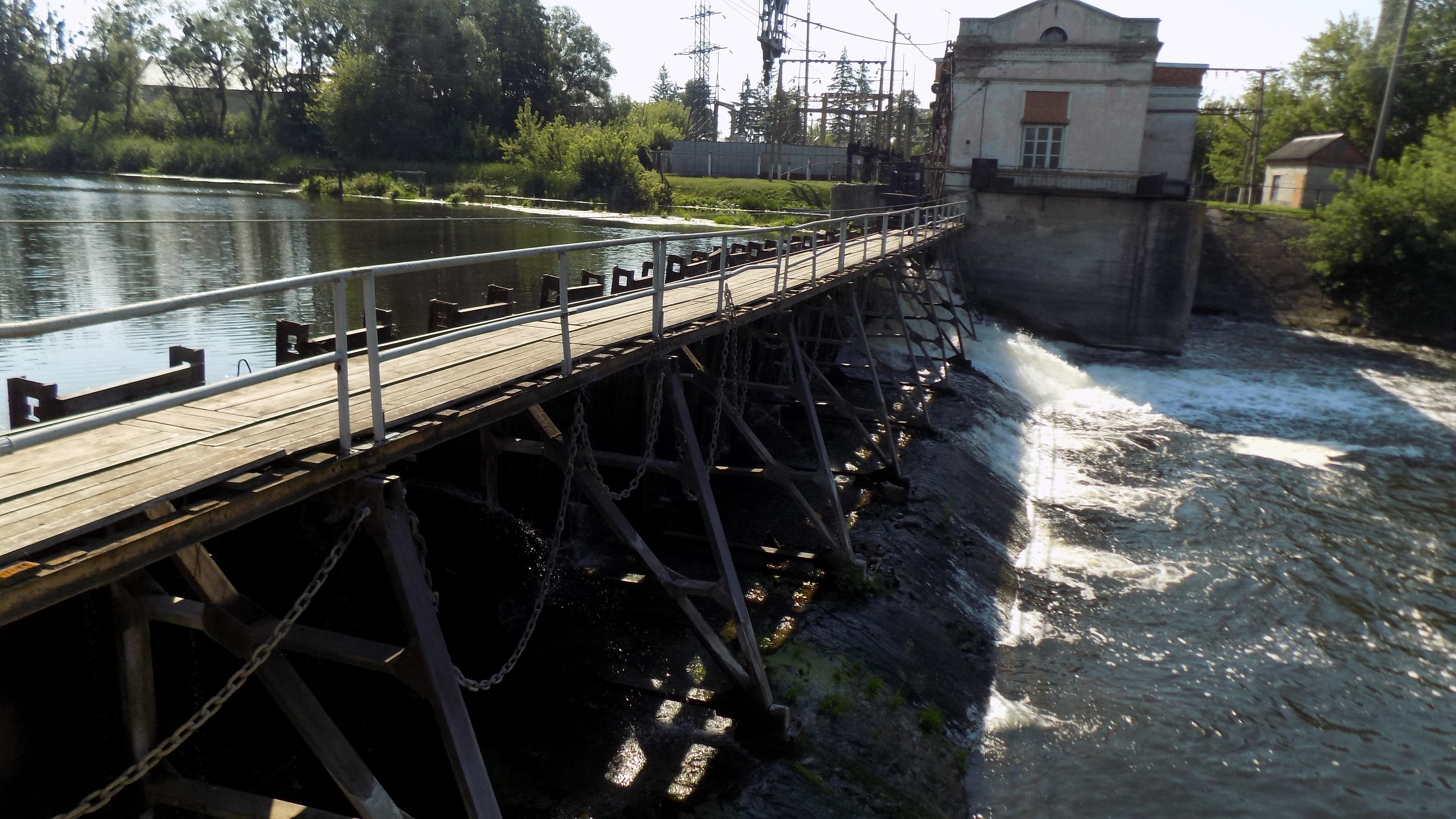
Гребля Низівської ГЕС 03-08-2018
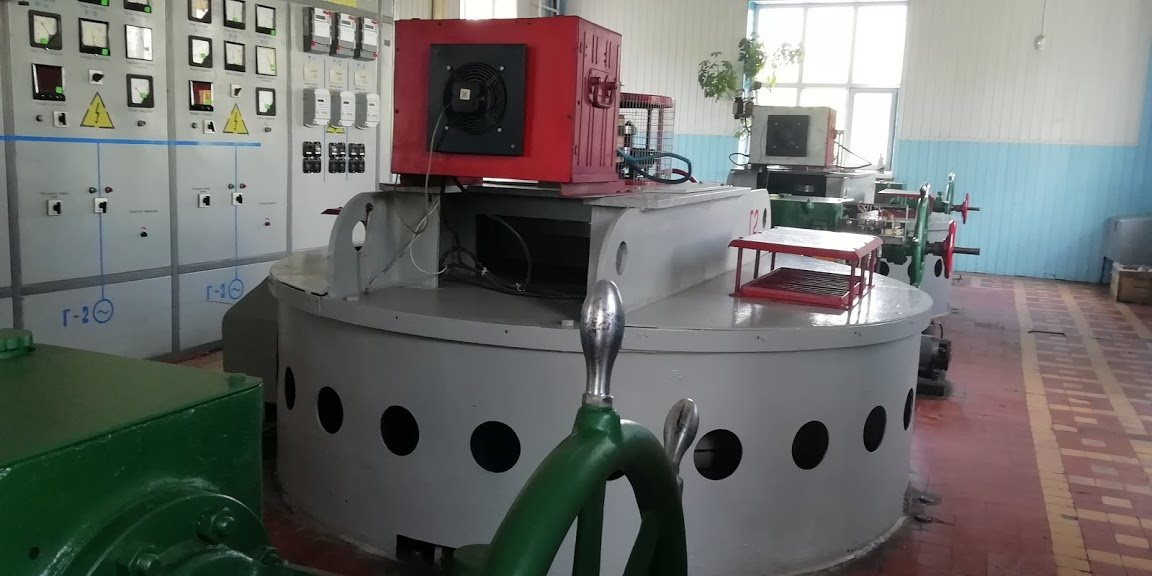
Машинне відділення Низівської ГЕС 11-06-2020